# Syllogism
En syllogism (klassisk grekiska: συλλογισμός, "slutsats", "slutledning") kan direkt jämföras med en slutledningsregel, det vill säga ett sätt att från två premisser dra en slutsats. Begreppet härstammar från Aristoteles och hans syllogism räknas som en av det exakta tänkandets största triumfer.
Som en ingrediens i västerländsk utbildning var Aristoteles lära om syllogismerna länge ett sidostycke till Euklides; i många länder ingick den i gymnasiernas läroplan långt in på 1900-talet.
Exempel på syllogismer är följande: 
- Premiss: Alla A är B
- Premiss: Alla B är C
- Slutsats: Alla A är C

- Premiss: Alla A är B
- Premiss: Någon A är C
- Slutsats: Någon B är C

En känd syllogism är: 
- Premiss: Alla människor är dödliga.
- Premiss: Sokrates är en människa.
- Slutsats: Alltså är Sokrates dödlig.[1]

Den polske logikern Jan Łukasiewicz (1878–1956) anser dock att den historiskt riktiga formen för en syllogism, och i överensstämmelse med Aristoteles intentioner, är att den framställs med konditionalsats. Han ger ett exempel med utgångspunkt från slaget vid Salamis. Om några atenare föll i sjön och alla som föll i sjön blev blöta, blev några atenare blöta.
Den grekiske medicinaren Galenos (129–199) skrev drygt femhundra år efter Aristoteles en avhandling om syllogismerna i vilken han ordnade dem i axiom och teorem enligt Euklides förebild i geometrien. Den italienske matematikern Saccheri vidareutvecklade i början av 1700-talet, i verket Logica demonstrativa, Galenos idé om en axiomatisk teori för de aristoteliska syllogismerna.

## Logiska kvadraten
Logiska kvadraten (en: 'Square of opposition') används för att beskriva relationerna mellan syllogismernas fyra olika satstyper.
Dessa betecknades också med vokalerna A, E, I och O enligt:
|              |              |              |  |  |  |  |  |                |                |                |
| Alla A är B  | Alla A är B  | Alla A är B  |  |  |  |  |  | Inget A är B   | Inget A är B   | Inget A är B   |
|              |              |              |  |  |  |  |  |                |                |                |
| Något A är B | Något A är B | Något A är B |  |  |  |  |  | Ej alla A är B | Ej alla A är B | Ej alla A är B |

|              |              |              |  |  |  |  |  |                |                |                |
| Alla A är B  | Alla A är B  | Alla A är B  |  |  |  |  |  | Inget A är B   | Inget A är B   | Inget A är B   |
|              |              |              |  |  |  |  |  |                |                |                |
| Något A är B | Något A är B | Något A är B |  |  |  |  |  | Ej alla A är B | Ej alla A är B | Ej alla A är B |

|   |   |   |  |  |  |  |  |   |   |   |
| A | A | A |  |  |  |  |  | E | E | E |
|   |   |   |  |  |  |  |  |   |   |   |
| I | I | I |  |  |  |  |  | O | O | O |

|   |   |   |  |  |  |  |  |   |   |   |
| A | A | A |  |  |  |  |  | E | E | E |
|   |   |   |  |  |  |  |  |   |   |   |
| I | I | I |  |  |  |  |  | O | O | O |

## Mnemonics för syllogismer
För att hålla reda på vilka av syllogimerna som var giltiga gav logiker på medeltiden dem egennamn, s.k. mnemonics, så listigt gjorda att man från namnet kunde få en direkt koppling till syllogismens uppbyggnad. De fyra satstyperna var i den aristoteliska logiken betecknade med vokalerna A, O, E och I, vilka sedan användes till att bilda trestaviga namn på alla på de giltiga syllogismerna, där de två första vokalerna var premissernas satstyper och den tredje slutsatsens.
ex:
- Bramantip = AAI
- Ferio = EIO
- Camero = AEO

Som namn var de enkla att memorera och hade man lärt sig dessa som en ramsa en gång för alla, så visste man sedan genast om en syllogism var giltg eller ej, dvs om namnet för formen ingick bland de memorerade namnen eller ej.